# أولاد نهار
قبيلة أولاد نهار تعد واحدة من القبائل العربية من سلالة الإمام إدريس: إدريس بن عبد الله الكامل بن الحسن المثنى بن الحسن السبط بن علي بن أبي طالب وفاطمة الزهراء ابنة النبي محمد.

## التاريخ
عندما توفي المنصورة العباسي وخلفه ابنه الهادي. في ذلك الوقت كان عمر ابن عبد العزيز ابن عبد الله بن عمر قد خذل العلوين فضاقوا به ذرعا وظهرت زعامة الحسن بن علي بن الحسن بن علي بن ابي طالب لأهل البيت في سنة 169هـ تمت له البيعة للخلافة في المدينة، ثم توجه الحسن إلى مكة المكرمة بعد 11 يوما فقط، والتقى جيش العباسيين بقيادة سلمان ابن المنصور الذي هزم العلويين وأثخن فيهم. في هذه المعركة، إدريس عم الحسن فر ممن كتب لهم النجاة من بني الحسن. خرج إدريس متنكرا في زي خادم لاحد خدمه راشد الذي عرف بذكاءه وشجاعته. وتمكن الاثنان من الفرار إلى مصر ثم إلى شمال أفريقيا ليؤخذوا شيئا من الراحة في أغادير ثم واصلوا حتى وصلوا إلى طنجة. اين إدريس لم يتمكن مما كان يصبوا إليه فتنقل مع خادمه راشد إلى لويلي بالقرب من زرهون أين استقبل استقبالا حارا وحماسة كبيرة من طرف الأمير إسحاق بن عبد الله ملك عروبة.
ولفترة ستة أشهر. أثناء إقامته هناك، دعا إدريس لنفسه بين قبائل عروبة، مغيل، سعدانية وغيرها من القبائل زناتة. فبايعته تلك القبائل كلها. أنشأ جيشا تمكن به من فتح الانتصار في مدينة اغادير في 788م. لم يرد محمد ابن خزر معادات إدريس شخصيا لقرابته بالنبي 
وكذلك خشي رشيد العباسي خروج المغرب العربي عن الخلافة العباسية، فقرر يقتل إدريس بتسميمه في مملكته. 
قتل إدريس في ويليلي سنة 77هـ. كانت زوجته كنزة حاملا في شهرها السابع. بعد شهرين، ولد لها طفل والذي سمي باسم والده إدريس. أخذ الحكم بعد إدريس الأول، خادمه راشد نيابة عن ولده إدريس الثاني لمدة عشر سنوات.أين أخذ البيعة لإدريس الثاني في 186 هـ على أن يقوم هو بأمور الحكم نيابتا عنه.
قام إبراهيم بن محمد أغلب حاكم دولة الأغلابة في تونس تحت العباءة العباسية باغتيال راشد. فقام أبو خالد ابن يزيد تولى مسؤولية تعليم وتنشئة إدريس الثاني حتى بلوغه حيث جددوا له البيعة. 
في 808، وبعد تعزيز الوجود العسكري، أسس فاس، والتوسع في المنطقة بأسرها. 
في 935، موسى ابن أبي العافية غزا فاس وأباد الأدارسة. في ذلك الوقت، فرت سلالة من أسرة الأدارسة إلى الشرق وانتقلت إلى جبل راشد التي تقع بالقرب من سلسلة جبال العمور. ونشرت هته الأسرة المبادئ الأساسية للإسلام بين السكان المحليين. 
مع نهاية القرن الثالث عشر، ظهر رجل من نفس العائلة يسمى محمد ابن أبي العطا. وكان ذو ماكنة علمية وذو خلق رفيع وهو أب لثلاثة أولاد. 
- الأول: يدعى عيسى الذي ذهب إلى وجدة بين 1339 و 1348.
- الثاني: يدعى علي الذي ذهب إلى عين الضميرة قرب الرشيدية
- الثالث يدعى زيد (النهار)، وو جد قبيلة أولاد نهار، وبقي في موطن أبيه ولم يرحل، وله ستة أولاد: عبد الله، أحمد، محمد، يعقوب، وعبد الرحمن ويوسف واتخذوا اسم «أولاد نهار». واتشرت ذريتهم في كل أنحاء الجزائر والعالم العربي، والمغرب، والشرق الأوسط ومصر وساقية الحمراء (الصحراء الغربية).

الجزء الأكبر من سلالة أولاد نهار هم أحفاد الاخوة: سيدي يحيى وسيدي أحمد وسيدي موسى. 
من أواخر القرن 16، قبيلة أولاد نهار بدأت في النمو والتوسع.
ترقى إلى ما حدث لمحمد بن أبي العطا والتي ذكرها أربعة من المؤرخين. 
وهذا الحدث هو أن واصل ابن الزومري وهو أحد قطاع الطرق في السهوب اع الطرق من السهوب ومن قبيلة السويد اغتنم عدم محمد ابن ابن أبي العطا الذي كان في الحج وهاجم معسكره وسرق كل ما كان يملك. لدى عودته وسماعه بالخبر من الرعاة، تتبع خطى واصل حتى لقيه في واد اللوز. وقامت معركة بينهم اين هزم ابن أبي العطا واصل، ومنحينها، سمي وادي اللوز بنهار واصل. وفي نفس اليوم ولد بن محمد عطا "زيد" ولقبه "نهار" تيمنا بذلك اليوم الذي زم فيه واصل. في هذا الصدد بارك جاك قال: "واصل ابن الزومري هو زعيم من قبيلة بدوية من السويد المعروفة في القرن 14 حسب بن خلدون. انتقل من شمال إلى جنوب الصحراء الظهرة والذي سيطر على جميع هذه المواقع في الجزائر. وقاد مجموعة مكونة مما يقرب من ألف الفارس. 
نسل نهار يمون حتى اليوم بأولاد نهار.